# Jaime Amín
Jaime Alejandro Amín Hernández (Magangué, Bolívar, siglo XX) es abogado, polítologo y político colombiano. Fue representante a la Cámara y candidato  a la Gobernación del Atlántico. En las elecciones legislativas de 2014 fue elegido senador de la República por el Centro Democrático, en este cargo se posesionó el 20 de julio de 2014.

## Biografía
Amín Hernández nació en Magangué y es Abogado  de la Universidad del Norte con varias especializaciones, así: en Derecho de familia de la Seccional Barranquilla de la Universidad Libre de Colombia, en Acción de tutela, en Alta dirección del estado, en Derecho inmobiliario y en Derecho procesal civil de la Universidad del Rosario.
En el año 1997 fue designado Gerente de la Lotería del Atlántico. Ha sido Presidente de la Federación Nacional de Loterías, Secretario privado del gobernador del Atlántico Nelson Polo y Gobernador encargado del Atlántico. En el año 2010 se desempeñó como secretario privado Eduardo Verano de La Rosa. En 2011 se lanzó a la Gobernación del Atlántico con el aval del Partido de La U. 
En noviembre de 2019 fue designado Embajador de Colombia en Emiratos Árabes Unidos, Kuwait, Catar y Baréin.

### Representante a la Cámara (2002-2006)
En el año 2002 fue elegido  como representante a la Cámara de Representantes por el movimiento cívico Seriedad Colombia. En la Cámara impulsó  la Ley de Acoso Laboral, la Ley de los Huérfanos del Sida, la Ley de los Consumidores y la Ley de habeas data.

### Senador de la República (2014-2018)
Para las elecciones legislativas de 2014, Amín Hernández formó parte de la lista cerrada al Senado de la República del movimiento político Centro Democrático, encabezada por el expresidente Álvaro Uribe Vélez; Jaime Amín ocupó el renglón catorce de dicha lista y resultó elegido senador para el periodo 2014-2018. Tomó posesión de su cargo el 20 de julio de 2014.